# Olympia Lampertheim
Der FC Olympia 09 Lampertheim ist ein 1909 gegründeter Fußballverein aus dem südhessischen Lampertheim nahe Mannheims. Die sportlichen Erfolge der Fußballer liegen schon einige Jahrzehnte zurück. In den zwei Jahrzehnten nach dem Zweiten Weltkrieg spielte die Mannschaft in den oberen Klassen des hessischen Fußballs, gewann 1948 den Hessenpokal und wurde 1951 und 1952 Meister der 1. Amateurliga Hessen. Sechs Jahre konnte sich der Verein in der obersten Amateurspielklasse halten, darauf folgte ein allmählicher Abschied aus dem überregionalen Fußballgeschehen. Seit Ende der 1980er Jahre ist der FC Olympia 09 nur noch in den Bezirks- und Kreisligen des Fußballkreises Bergstraße vertreten.

## Geschichte
Der FC Olympia Lampertheim wurde am 17. Oktober 1909 gegründet und schloss sich zwei Jahre später dem süddeutschen Fußball-Verband VSFV an. Gleich in der ersten Saison wurde der FCO Meister der C- und im Jahr darauf auch der B-Klasse und spielte damit in der A-Klasse Mittelrheingau, der damals zweithöchsten Liga. Nach dem Ersten Weltkrieg wurde Lampertheim 1923/24 Bezirksmeister des Neckarkreises und etablierte sich in den darauf folgenden Jahren bis zum Zweiten Weltkrieg in der zweithöchsten Spielstufe.
Die erfolgreiche Ära des Vereines begann in den Jahren nach dem Zweiten Weltkrieg. Unmittelbar nach Kriegsende wurden alle Vereine aufgelöst und der FC Olympia bestand zunächst nur als Abteilung der Sportgemeinde Lampertheim, machte sich aber schon 1946 wieder selbständig. Über die Kreis- und Bezirksmeisterschaft näherte man sich schon bald der Landesliga Hessen, der in den Nachkriegsjahren zweiten Spielklasse unterhalb der Oberliga Süd, an. Der erste große Wurf gelang dem Verein aus der Spargelstadt aber im regionalen Pokalwettbewerb, dem Hessenpokal. In dessen dritter Auflage im Jahr 1948 setzte sich die von Karl Vetter trainierte Elf um Georg Schollmeier, Fritz Lauthenbach, Eugen Leuthner, Heinrich Keck und Jakob Bienefeld im Finale gegen den Landesligisten Hessen Kassel mit 3:2 durch und sicherte sich damit den ersten überregionalen Titel der Vereinsgeschichte. In der Spielzeit darauf, 1948/49, scheiterte der FC Olympia in der Aufstiegsrunde zur Landesliga am VfB Friedberg, ein Jahr später konnten sich die Blau-Weiß-Roten erneut für die Aufstiegsrunde qualifizieren. Mit nur zwei Siegen in sechs Spielen wäre man zwar erneut gescheitert, durch die Einführung der II. Division als neuer Unterbau für die Oberliga Süd qualifizierte sich Olympia Lampertheim aber nachträglich am „grünen Tisch“ für den Aufstieg in die – nunmehr drittklassige – 1. Amateurliga Hessen.
Zum Auftaktspiel der 1. Amateurliga gegen Rot-Weiss Frankfurt kamen 5.000 Besucher, und mit dem 2:0-Sieg in diesem Spiel begann eine nie erwartete Siegesserie des Aufsteigers. In der gesamten Vorrunde wurde nur eines von 19 Spielen verloren und mit einem 7:2 über Hermannia Kassel schloss der FC Olympia die Runde schließlich als Hessenmeister ab. In der Aufstiegsrunde zur 2. Liga Süd scheiterten die Südhessen allerdings deutlich, mit einem 3:0 über den Mannheimer Nachbarn ASV Feudenheim gelang lediglich ein Sieg. In der Runde 1951/52 konnte der FCO, nunmehr unter Willi Pennig als Übungsleiter, seinen Titel verteidigen und nahm damit zum zweiten Mal Anlauf zur 2. Liga. Doch wie schon im Vorjahr konnte der hessische Landesmeister in der Aufstiegsrunde nur einen der fünf Gegner, den 1. FC Amberg, schlagen. In der darauf folgenden Spielzeit belegte Olympia Lampertheim lediglich den 8. Platz, und nach sechs Jahren Zugehörigkeit zum hessischen Oberhaus stieg man nach der Spielzeit 1955/56 unter Trainer Heinz Baas in die 2. Amateurliga ab.
Als in Hessen 1965 die Gruppenliga als neuer Unterbau der Hessenliga eingeführt wurde, verpasste Olympia Lampertheim die Qualifikation zunächst und fand sich damit auf der Bezirksebene wieder. Unter Trainer Günther Ratzel, einem Ex-Waldhof-Spieler, gelang zwar umgehend der Aufstieg, zum Klassenerhalt wurde jedoch schon im ersten Jahr verfehlt und es dauerte nun bis 1972, bis die Rückkehr in die Gruppenliga glückte. In der Viertklassigkeit belegte der FC Olympia – mit Ausnahme eines dritten Platzes im Aufstiegsjahr – stets Mittelfeldplätze, bis man am Ende der Runde 1979/80 den Gang in die Bezirksliga antreten musste und anschließend in die Kreisliga A durchgereicht wurde. Zwar gelang umgekehrt 1982/83 unter Timo Zahnleiter und 1983/84 unter Wolfgang Gayer mit zwei Aufstiegen in Folge eine Rückkehr in die Landesliga, doch nicht zuletzt aufgrund des stark nachlassenden Zuschauerzuspruches konnte sich Olympia Lampertheim auf dieser Ebene nicht lange halten und spielt seit Ende der 1980er Jahre nur noch auf Bezirks- und Kreisebene, zuletzt in der Kreisliga C.
Zeitweise gab es im Verein auch eine Box- und eine Leichtathletik-Abteilung, wovon die heute noch vorhandene Laufbahn um den Fußballplatz zeugt. 1982 wurde eine Frauen-Abteilung gegründet. Heute ist Olympia Lampertheim ein reiner Fußballverein.